# Centropolis
Centropolis is een hoorspel van Walter Adler. Centropolis werd op 2 december 1975 door de Westdeutscher Rundfunk uitgezonden en kreeg in dat jaar de Hörspielpreis der Kriegsblinden. Louis Povel vertaalde het en de KRO zond het uit op dinsdag 6 januari 1976 (met herhalingen op dinsdag 10 augustus 1976 en dinsdag 6 september 1977). De regisseur was Léon Povel. Het hoorspel duurde 49 minuten.

## Rolbezetting
- Willy Brill
- Truus Dekker
- Broes Hartman
- Guus Hoes
- Eva Janssen
- Frans Kokshoorn
- Paul van der Lek
- Tine Medema
- Willy Ruys
- Frans Somers

## Inhoud
Centropolis is een fictief, ‘verscherpt’ New York: niemand is hier meer veilig voor rovende en plunderende agenten, voor bliksemsnelle auto-inbrekers. De voortdurende straatgevechten en bendeoorlogen verhinderen post- en huisvuiltransporten, en wat gebeurt er met degenen die bij een verkeersongeval of op andere wijze gekwetst, maar met bruikbare organen naar het ziekenhuis worden gebracht? De almachtige TV biedt de toneelspeler Balt de rol van minister-president aan. De kijkers zijn aan het dagelijkse optreden van de politici gewend geraakt; daarom worden toneelspelers en figuranten ingezet. Pas als Balt zelf het slachtoffer van de grote manipulatie wordt, begint zijn vrouw Pat zich af te vragen, wie bij al deze ondernemingen gebaat is, wie ze leidt, wie daarvoor betaalt en voor wie de vele organen bestemd zijn.